# Trinidad y Tobago en los Juegos Olímpicos de Seúl 1988
Trinidad y Tobago estuvo representada en los Juegos Olímpicos de Seúl 1988 por un total de 6 deportistas que compitieron en 3 deportes.  
El portador de la bandera en la ceremonia de apertura fue el atleta Ian Morris. El equipo olímpico de Trinidad y Tobago no obtuvo ninguna medalla en estos Juegos.